# ВК Дунав
Ватерполо клуб Дунав је српски ватерполо клуб из Новог Сада. У сезони 2018/19. такмичи се у Првој А лиги Србије. 

## Историја
Клуб је основан 2010. године на иницијативу руководства ВК Војводина. Идеја је била да се на овај начин млађим играчима Војводине пружи могућност да се развијају кроз првенствене утакмице. Од 2012. до 2017. године ВК Дунав се такмичио у Првој А лиги Србије.